# Kelly Murphy (Radsportlerin)

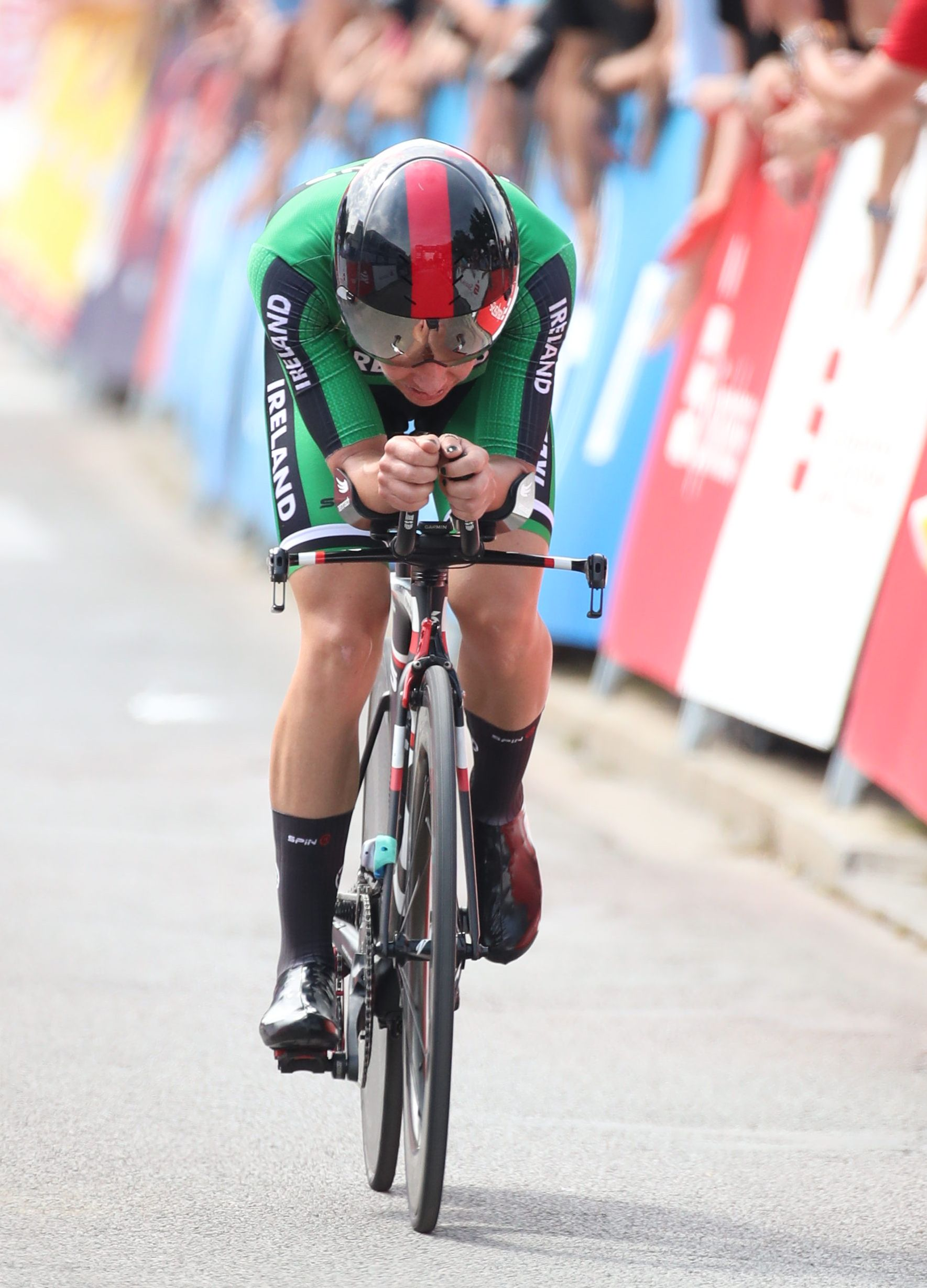
Murphy im Einzelzeitfahren der Straßen-EM 2022

Kelly Murphy (* 3. November 1989 in London, England) ist eine irische Radrennfahrerin, die auf Straße und Bahn aktiv ist.

## Sportliche Laufbahn
Kelly Murphy benötigte anderthalb Stunden mit dem Zug zur Arbeit, weshalb sie beschloss, diese sechs Meilen mit dem Fahrrad zu bewältigen. Dabei entdeckte sie ihre Leidenschaft für den Radsport. Innerhalb von sechs Monaten entwickelte sie sich dermaßen, dass sie schon Rennen bestreiten konnte.
2016 wurde Murphy als Radrennfahrerin aktiv. 2017 belegte sie Rang zwei der irischen Meisterschaft im Einzelzeitfahren, 2018 sowie 2019 errang sie den Titel und startete in beiden Jahren bei UCI-Straßen-Weltmeisterschaften in dieser Disziplin. Bei den UEC-Straßen-Europameisterschaften 2019 wurde sie Zehnte im Einzelzeitfahren. Damit war sie die erste Radrennfahrerin aus Irland, die sich bei Straßeneuropameisterschaften unter den Top Ten platzierte. Im selben Jahr startete sie bei den Bahneuropameisterschaften in Apeldoorn, wurde Vierte in der Einerverfolgung und ging auch in der Mannschaftsverfolgung (Platz neun) an den Start. 2021 belegte sie beim Lauf des Nations’ Cup in Sankt Petersburg Einerverfolgung, Mannschaftsverfolgung (mit Mia Griffin, Lara Gillespie und Alice Sharpe) jeweils Platz eins sowie Platz drei in der Mannschaftsverfolgung bei den Europameisterschaften (mit Mia Griffin, Emily Kay und Alice Sharpe).
2022 wurde Murphy zum dritten Mal irische Zeitfahrmeisterin. 2024 wurde sie für die Teilnahme an den Olympischen Spielen in Paris nominiert, wo sie in der Mannschaftsverfolgung starten soll.

## Diverses
Kelly Murphy studiert Neurowissenschaften an der University of Birmingham.

## Erfolge

### Straße
2018
- Irische Meisterin – Einzelzeitfahren

2019
- Irische Meisterin – Einzelzeitfahren

2022
- Irische Meisterin – Einzelzeitfahren

2023
- Irische Meisterin – Einzelzeitfahren

2025
- Irische Meisterin – Einzelzeitfahren

### Bahn
2020
- Irische Meisterin – Einerverfolgung

2021
- Nations’ Cup in Sankt Petersburg – Einerverfolgung, Mannschaftsverfolgung (mit Mia Griffin, Lara Gillespie und Alice Sharpe)
- Europameisterschaft – Mannschaftsverfolgung (mit Mia Griffin, Emily Kay und Alice Sharpe)
- Irische Meisterin – Einerverfolgung